# آسیب رباط صلیبی پیشین
آسیب رباط صلیبی پیشین (انگلیسی: Anterior cruciate ligament injury) کشیدگی ACL و پارگی رباط صلیبی پیشین در مفصل زانو است و در زنان نسبت به مردان شایع‌تر بوده که علت اصلی این امر، آناتومیک است. به این صورت که خانم‌ها دارای لگن پهن‌تر است و به عبارتی بیومکانیک زانوی متفاوت نسبت به آقایان هستند که خود باعث افزایش زاویه بین استخوان ران و استخوان ساق پا (زاویه Q) می‌شود و میانگین زاویه Q در زنان تا ۵ درجه بیشتر از مردان است و می‌تواند منجر به کنترل ضعیف زانو و افزایش خطر نیروهای ولگوس یا نیروهای جانبی در زانو، به ویژه هنگام فرود از پرش یا چرخیدن شود.

## جلوگیری از بروز کشیدگی
با انجام تمریناتی که باعث بهبود درک حس عمقی می‌شود مانند تعادل یک پا، می‌توان از بروز کشیدگی ACL جلوگیری کرد. به سادگی روی یک پا ایستاده و زمانی که می‌توانید تعادل داشته باشید حساب کنید. چشمانتان را ببندید تا دشوارتر شود یا از یک تخته تعادلی یا بالشتک استفاده کنید. این تمرین باید هم درحالت ایستاده و هم بعد از فرود از یک پرش انجام شود.
یکی دیگر از موثرترین روش‌های جلوگیری از آسیب‌های ACL در زنان، افزایش قدرت عضلات چهارسر ران، به ویژه عضله سمت داخل به نام ماهیچه پهن درونی است و باید از تعادل (برابری) قدرت عضلات همسترینگ و چهارسر ران اطمینان حاصل شود.